# Țibănești, Iași
Țibănești este satul de reședință al comunei cu același nume din județul Iași, Moldova, România.

## Monumente istorice
- Ansamblul conacului Petre P. Carp (1819); cod LMI IS-II-a-A-04264
  - Biserica „Duminica Tuturor Sfinților” (1819); cod LMI IS-II-m-B-04264.01
  - Conacul Petre P. Carp (sec. XIX); cod LMI IS-II-m-B-04264.02
  - Mausoleul familiei Petre P. Carp (1819); cod LMI IS-IV-m-B-04264.03
  - Parc (-); cod LMI IS-II-m-A-04264.04
  - Corp anexă - Gang (); cod LMI IS-II-m-A-04264.05

## Galerie

Conacul Petre P. Carp (Imagine din 1937)
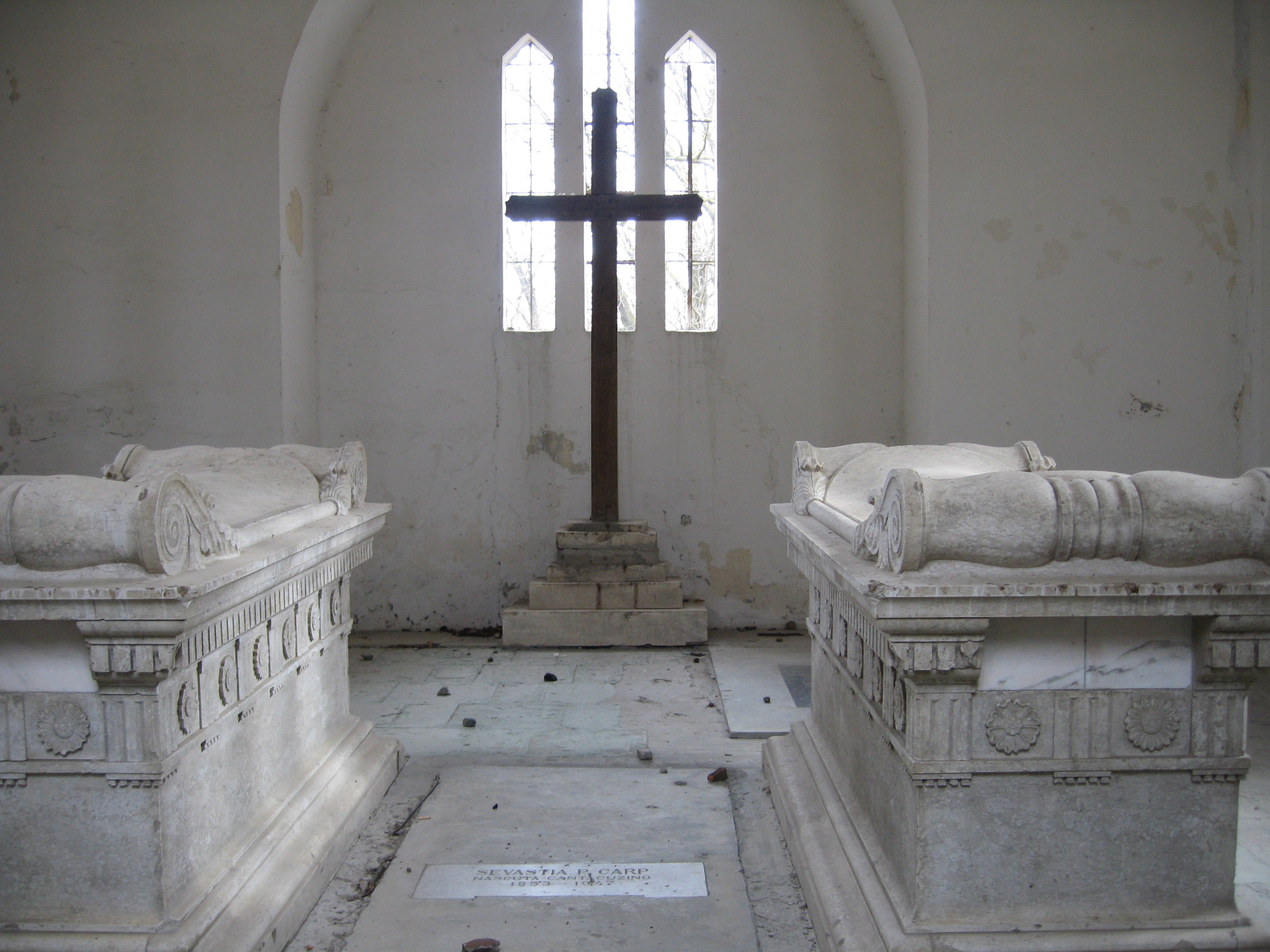
Mausoleul familiei Carp
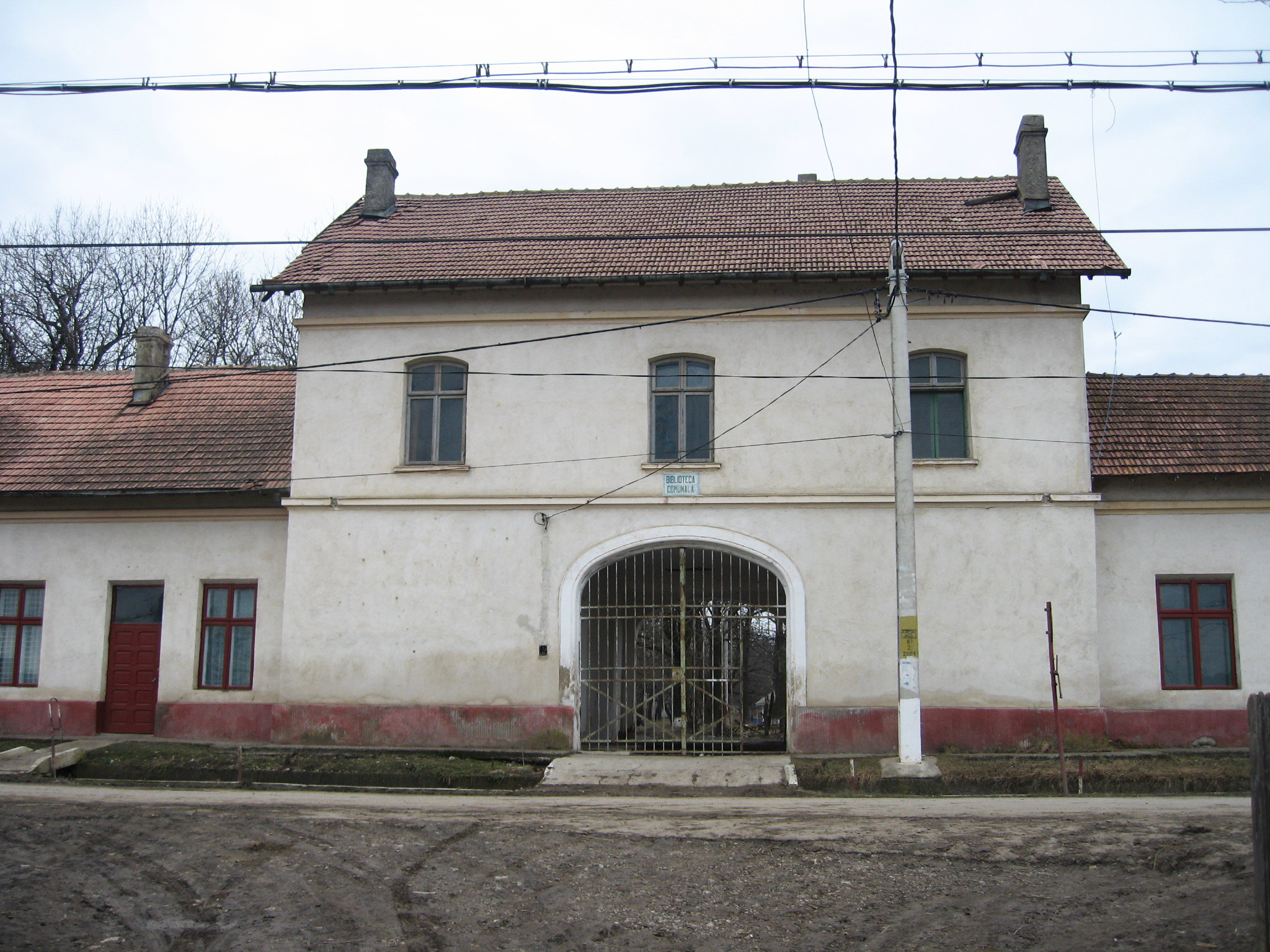
Biblioteca comunală